# Écluse ronde d'Agde
L'écluse ronde d'Agde est une écluse du canal du Midi qui met en relation Agde avec le canal du Midi. Elle possède non pas deux portes, comme une écluse simple classique, mais trois portes, la forme ronde du bajoyer permettant aux bateaux de manœuvrer à l'intérieur du sas pour choisir leur sortie. Construite en 1676 en pierre noire basaltique, elle faisait à l'origine 29,20 m de diamètre et 5,20 m de profondeur.

## Description
Les sorties dirigent (1) vers Béziers via l'écluse de Portiragnes, (2) vers l'étang de Thau via le cours haut de l'Hérault et l'écluse de Prades et (3) vers Agde au sud via le cours bas de l'Hérault à l'aval du barrage de la Pansière. Les trois portes ouvrent chacune sur des niveaux d'eau différents : par rapport au bief de Béziers, on monte pour aller vers l'étang et on descend pour aller vers Agde.
À l'origine, les bâtiments aux alentours de l'écluse comprenaient un bâtiment administratif, des étables, des boutiques et une chapelle,.
L'écluse n'est plus « ronde ». Elle a été allongée lors de travaux commencés en 1978 et destinés à aligner les écluses au gabarit Freycinet afin de permettre aux péniches jusqu'à 38,50 m de long de les emprunter.
Il existe une deuxième écluse ronde en France, l'écluse ronde des Lorrains à présent déclassée, reliant le canal latéral à la Loire et l'Allier

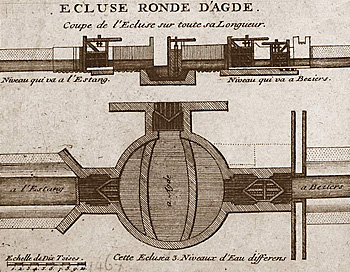
Ci-dessus, Béziers est indiqué à droite, la Méditerranée en haut et l'étang de Thau à gauche.
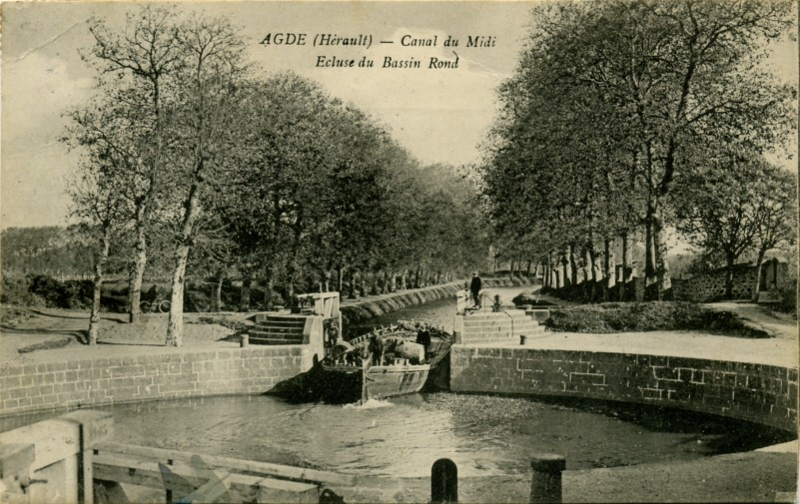
Ancienne carte postale de l'écluse ronde.